# Gare de Raasiku
La gare de Raasiku est une gare ferroviaire Estonienne de la ligne de Tallinn à Narva. Elle est située sur le territoire de la ville de Raasiku.

## Situation ferroviaire
La ligne est exploitée par GoRail.

## Histoire
La gare est ouverte en 1870 par les Chemins de fer de la Baltique.

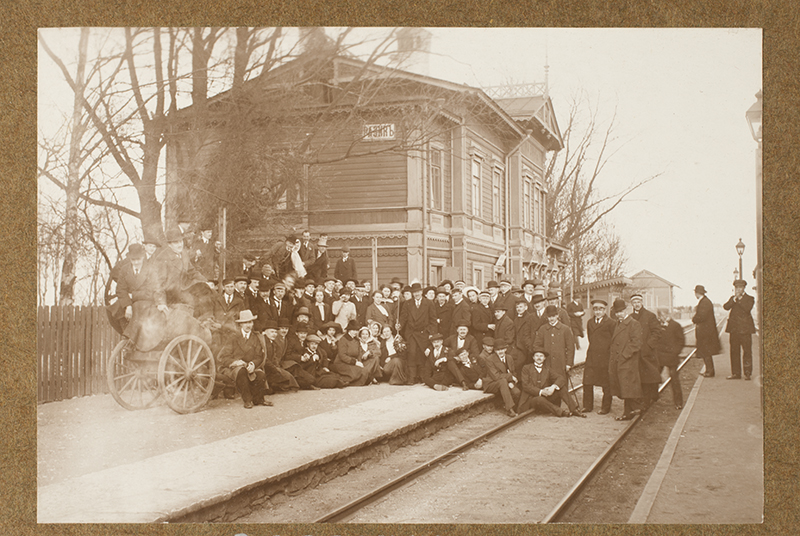
Vers 1914 par Johannes Pääsuke.
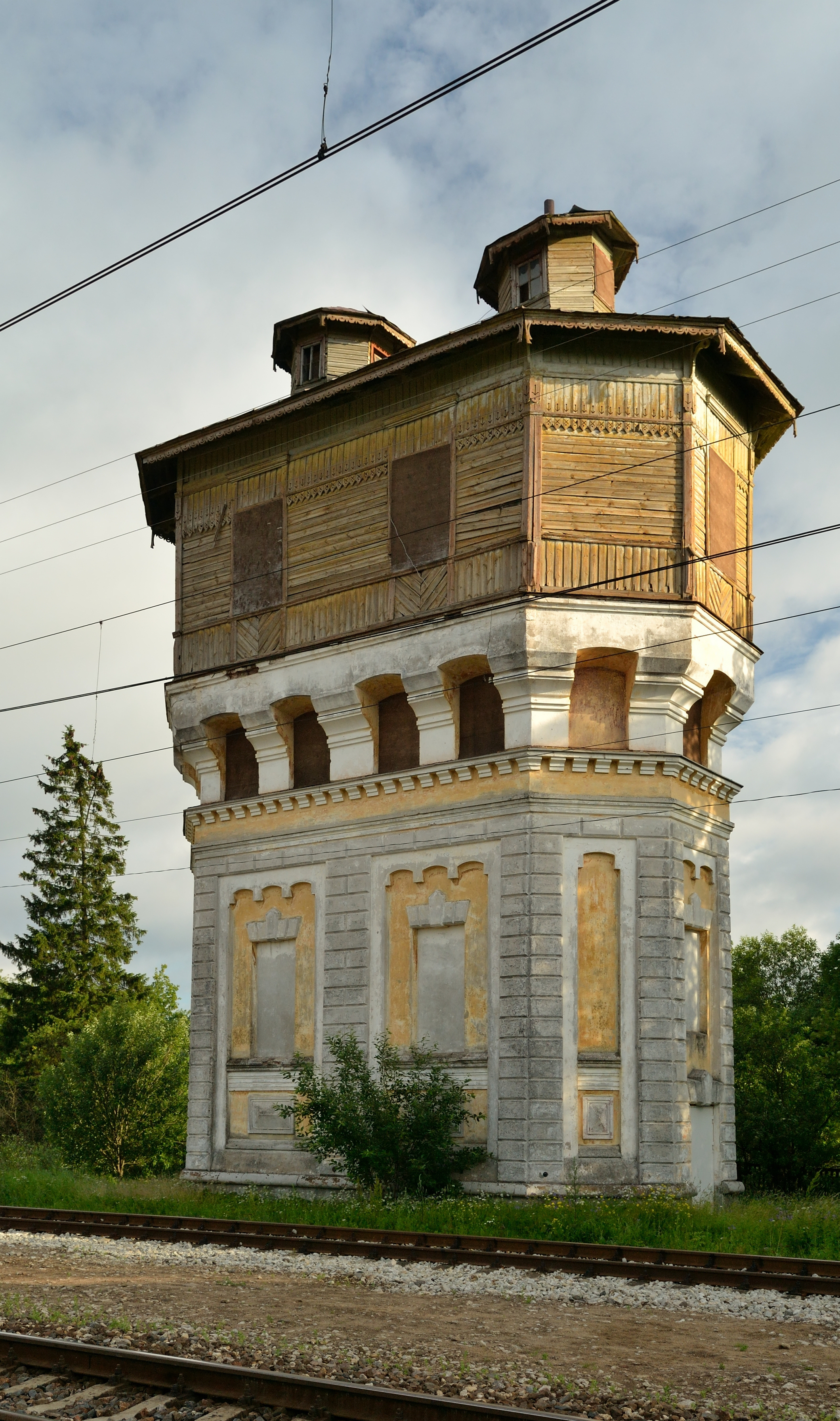
Son château d'eau.